# Crkva sv. Januarija izvan zidina
San Gennaro extra Moenia ("sv. Januarije izvan zidina") je crkva u Napulju, južna Italija. Nalazi se u Rione Sanità na velikoj cesti koja vodi do muzeja Capodimonte i primjer je ranokršćanske arhitekture u gradu.
Temelji crkve povezani su s katakombama svetog Januarija, najvećim kršćanskim kompleksom katakombi u južnoj Italiji. Prva je struktura vjerojatno bila rezultat spajanja dva drevna grobna mjesta, jednog iz 2. stoljeća koje je sadržavalo ostatke svetog Agripina Napuljskog, prvog sveca zaštitnika Napulja, i mjesta iz 4. stoljeća koje je sadržavalo ostatke sv. Januarija, danas tradicionalnog sveca zaštitnika grada.
Ova drevna bazilika zatim je reformirana u četvrtom stoljeću nove ere i proširena između 11. i 15. stoljeća. Crkva je postala bolnica 1648. godine. Crkva je još uvijek unutar kompleksa veće bolničke građevine. Prostorije omogućuju pristup samim opsežnim katakombama.

## Vanjske poveznice
|  | Zajednički poslužitelj ima još gradiva o temi Crkva sv. Januarija izvan zidina |